# Sho Hatsuyama
Sho Hatsuyama (Sagamihara, Japón, 17 de agosto de 1988) es un ciclista japonés que fue profesional entre 2011 y 2019.
En el Giro de Italia 2019 terminó último en la clasificación general.
El 1 de diciembre de 2019, el equipo Nippo-Vini Fantini-Faizanè anunció su retirada como ciclista profesional.

## Palmarés
2013
- Tour de Okinawa

2015
- 1 etapa del Tour de Singkarak

2016
- Campeonato de Japón en Ruta

## Resultados en Grandes Vueltas
| Carrera | Carrera         | 2011 | 2012 | 2013 | 2014 | 2015 | 2016 | 2017 | 2018 | 2019  |
| ------- | --------------- | ---- | ---- | ---- | ---- | ---- | ---- | ---- | ---- | ----- |
|         | Giro de Italia  | —    | —    | —    | —    | —    | —    | —    | —    | 142.º |
|         | Tour de Francia | —    | —    | —    | —    | —    | —    | —    | —    | —     |
|         | Vuelta a España | —    | —    | —    | —    | —    | —    | —    | —    | —     |

—: no participa 

Ab.: abandono 